# Formigueiro-de-cabeça-preta
O formigueiro-de-cabeça-preta (Percnostola rufifrons) é uma espécie de ave da família Thamnophilidae.
Pode ser encontrada nos seguintes países: Brasil, Colômbia, Guiana Francesa, Guiana, Peru, Suriname e Venezuela.
Os seus habitats naturais são: florestas subtropicais ou tropicais úmidas de baixa altitude.